# Mairie de Scey-sur-Saône-et-Saint-Albin
La mairie, justice de paix et école de Scey-sur-Saône-et-Saint-Albin est un hôtel de ville situé à Scey-sur-Saône-et-Saint-Albin, en France.

## Localisation
L'hôtel de ville est situé sur la commune de Scey-sur-Saône-et-Saint-Albin, dans le département français de la Haute-Saône.

## Historique
L'édifice est inscrit au titre des monuments historiques en 2005.